# John Moore (calciatore 1945)
John Moore (Liverpool, 9 settembre 1945) è un ex calciatore inglese, di ruolo difensore.

## Carriera
Si forma nelle giovanili dell'Everton per poi passare allo Stoke City.
Nell'estate 1967 con lo Stoke City disputò il campionato statunitense organizzato dalla United Soccer Association: accadde infatti che tale campionato fu disputato da formazioni europee e sudamericane per conto delle franchigie ufficialmente iscritte al campionato, che per ragioni di tempo non avevano potuto allestire le proprie squadre. Lo Stoke City rappresentò i Cleveland Stokers, e chiuse al secondo posto nella Eastern Division, non qualificandosi per la finale del torneo.
Con lo Stoke gioca tredici incontri nella First Division 1967-1968, chiusa al diciottesimo posto finale.
Nel 1968, terminata l'esperienza allo Stoke, passa allo Shrewsbury Town, club militante nella Third Division, a cui seguì nel corso della stagione 1972-1973 il passaggio al Swansea City, club di quarta divisione. Moore chiuderà la carriera agonistica la stagione seguente a causa di un infortunio.